# Kreismuseum Bogenberg

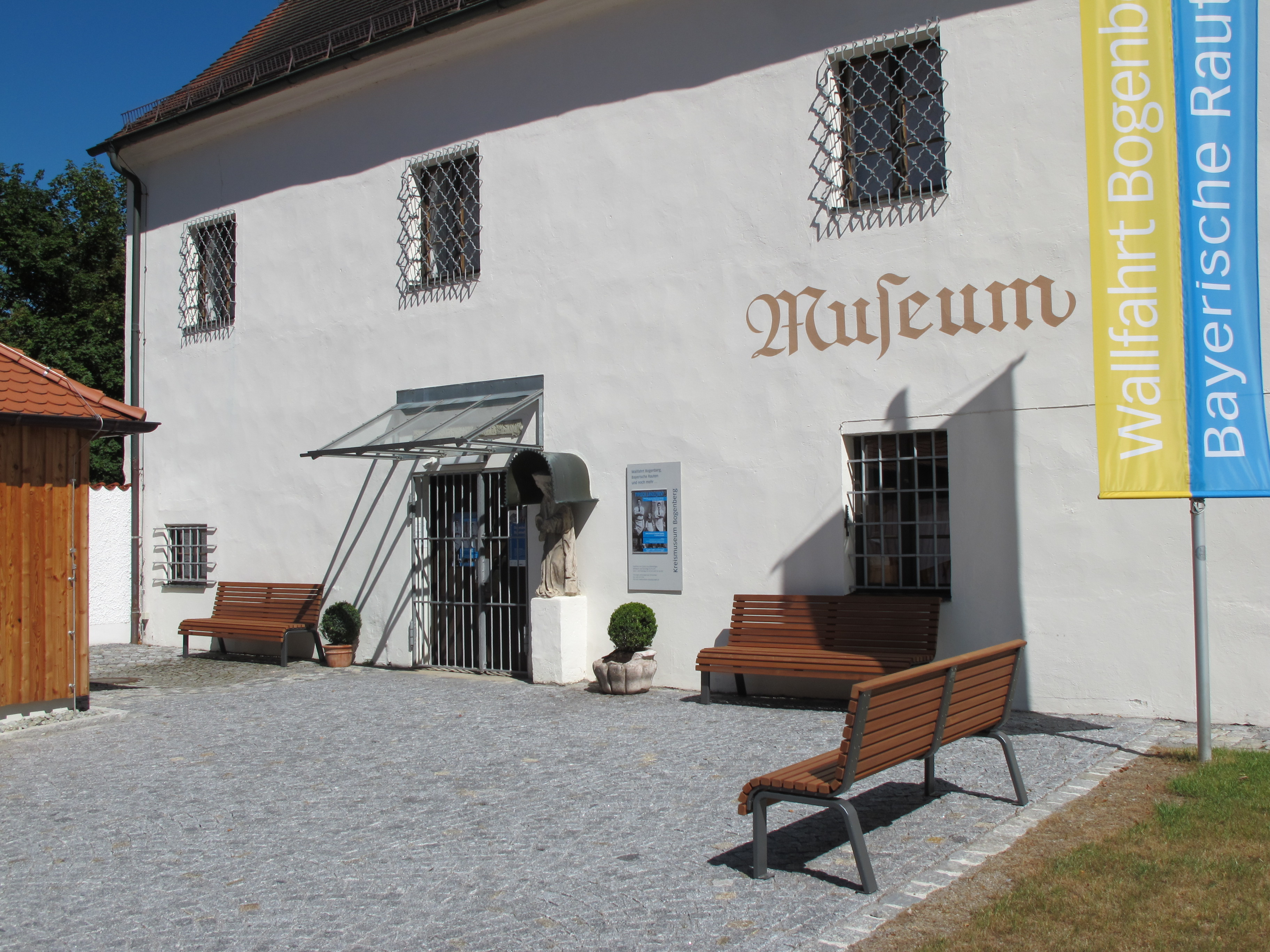
Der Eingangsbereich

Das Kreismuseum Bogenberg (Träger Landkreis Straubing-Bogen) liegt in exponierter Lage oberhalb der Stadt Bogen auf dem Gipfel des Bogenberges gegenüber der Wallfahrtskirche Bogenberg. Die Anlage steht unter Denkmalschutz, Akten Nr. D-2-78-118-40. Das Kreismuseum befindet sich im ehemaligen Pfarrstadel aus dem 19. Jahrhundert und in den älteren Räumlichkeiten der früheren Volksschule Bogenberg. Im Museumsgebäude befindet sich ein mittelalterlicher Brunnen aus dem Jahr 1400.

## Lage
In unmittelbarer Umgebung des Kreismuseums liegt der Bogenberger Pfarrhof, einst Priorat der Oberalteicher Benediktiner, dann Pfarrhaus und seit 2012 Kloster der polnischen Franziskaner-Minoriten. Die spätmittelalterliche Wallfahrtskirche mit dem markanten sechseckigen Kirchturm aus der Zeit um 1300, darin das ungewöhnliche mittelalterliche Gnadenbild einer schwangeren Muttergottes beherrscht den Bogenberg-Gipfel. Daneben stehen historische Verkaufsbuden. Weitere drei mittelalterliche Kapellen, Kreuzweg, Kalvarienberg, Einsiedlerklause prägen die Sakrallandschaft Bogenberg, den „Heiligen Berg von Niederbayern“. Der weite Blick in die Donauebene bot einst den Bogenberger Mönchen Gelegenheit zu Wetterbeobachtungen und wurde seit dem 19. Jahrhundert als „schöne Aussicht“ in Reiseführern entdeckt und beschrieben, Wanderwege erschlossen. All diese Aspekte und noch mehr finden sich – mit kulturgeschichtlichen Exponaten und Erklärungen – in der Dauerausstellung des Kreismuseums wieder.

## Geschichte und Nutzung

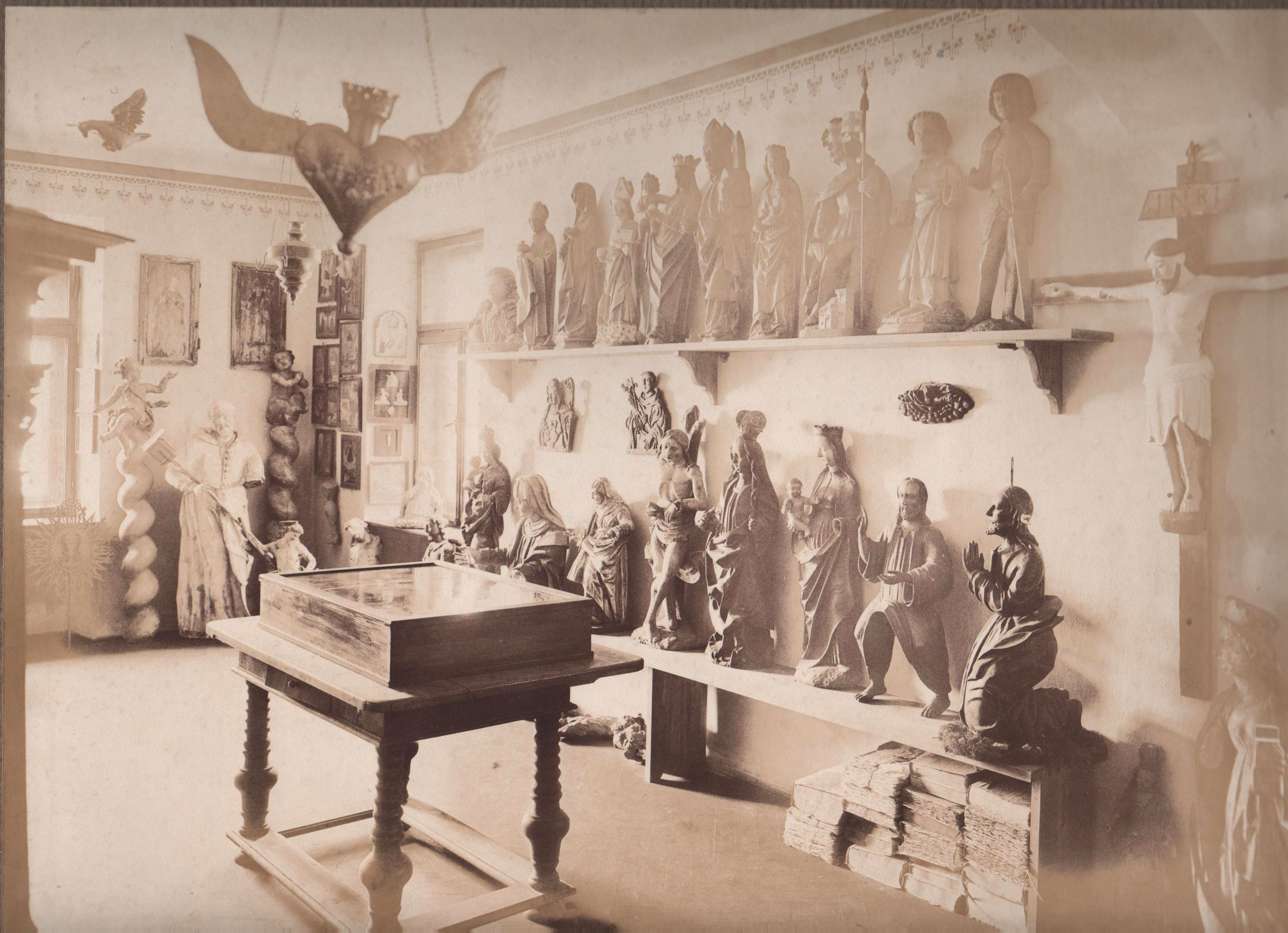
Bezirksmuseum 1911

1909 wurde das „Bezirksmuseum Bogen“ vom Bezirksamtmann Nibler als „Heimatmuseum“ gegründet, um die kunst- und kulturgeschichtlichen „Altertümer“ vor Ort zu erhalten. Durch den Ankauf einer Sammlung wertvoller sakraler Plastiken des Mitterfelser Gerichtsvollziehers Scharl legte Nibler den Grundstock der Sammlung, die bis heute Kunst- und Kulturgeschichtliches aus der Region des Landkreises (seit 1972 Landkreis Straubing-Bogen) umfasst. Seinen Platz hatte das Regionalmuseum zunächst im Bogener Bezirksamt, später an wechselnden Orten in Bogen, bis es 1962 in den leerstehenden Pfarrstadel auf dem Bogenberg umziehen konnte. Hier fand das Kreismuseum einen kontinuierlichen Ausbau: Räumlichkeiten kamen hinzu und wurden für Museumszwecke umgebaut; die Sammlung erweitert und betreut, die Museumsaktivitäten verstärkt, seit 2010 eine hauptamtliche Museumsleitung etabliert.
Schließlich erhielt das Kreismuseum bis zu seinem hundertsten Geburtstag 2009 eine inhaltlich und formal neugestaltete Dauerausstellung: Das klassische „Heimatmuseum“ wandelte sich zu einem modernen, didaktisch und interaktiv aufgebauten kulturgeschichtlichen Spezialmuseum, dessen Schwerpunkte in der Geschichte der Bayerischen Rauten und des Bogenberges liegen. Darüber hinaus bieten die regelmäßig veranstalteten Sonderausstellungen Gelegenheit, die vielfältige Geschichte des Landkreises in unterschiedlichsten Facetten darzustellen.

## Themen und Exponate

### Die Bayerischen Rauten

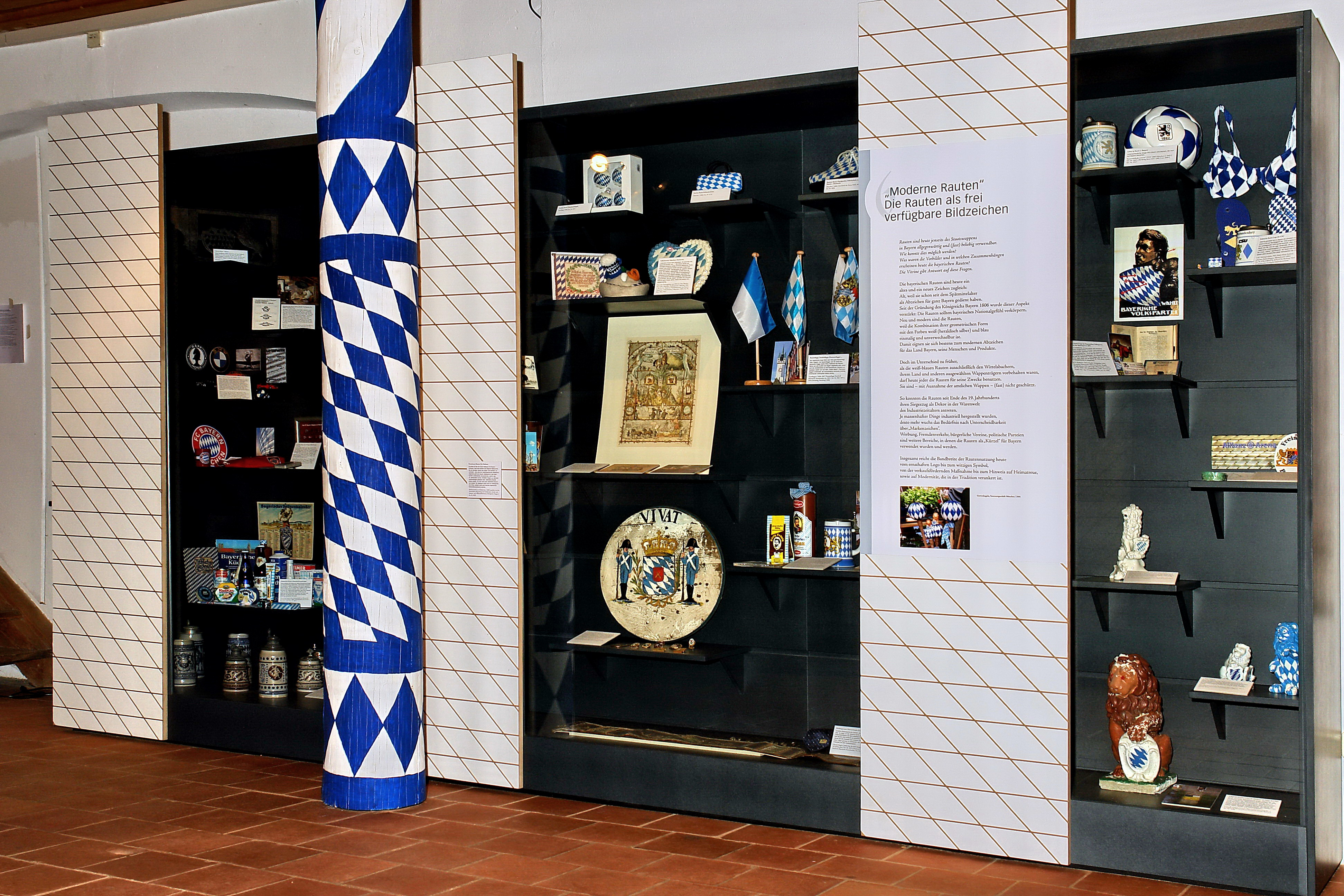
Die Bayerischen Rauten

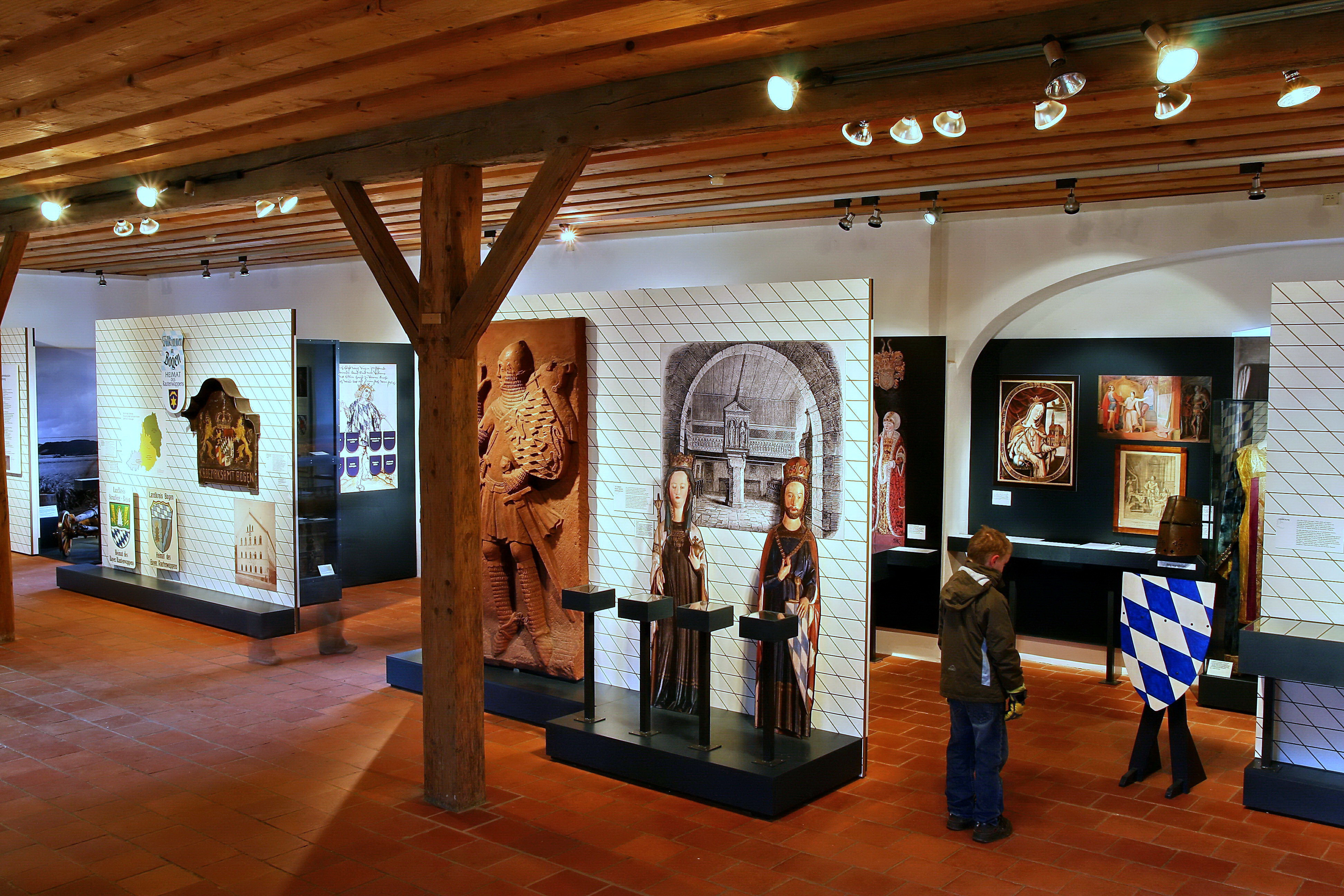
Dauerausstellung im EG

Die aktuelle Dauerausstellung bietet zwei inhaltliche Schwerpunkte: Die Geschichte der Bayerischen Rauten, welche von den ehemals beim Bogenberg beheimateten Grafen von Bogen abstammen, wird im Erdgeschoss thematisiert.
Der Landkreis Straubing-Bogen der sich selbst als „Heimat des Bayerischen Rautenwappens“ bezeichnet, zeigt in seinem Museum „Ritter, Rauten und Co.“: Dabei geht es um die Grafen von Bogen, um ihre Erben, die Wittelsbacher und um das Rautenwappen als bayerisches Staatswappen allgemein. Ebenso werden die weiß-blauen Rauten außerhalb des Staatswappens in ihrer Funktion als Logo und weithin bekanntes modernes „Markenzeichen“ von Bayern vorgestellt – und wie es dazu gekommen ist. Vielfältige historische und gegenwärtige Rautenobjekte aus den Bereichen der Heraldik, des staatlichen Wappengebrauchs und des Gebrauchs außerhalb des Staatswappens zeigen auf, wie verbreitet die Rauten heute sind und welche Bedeutung sie haben.

### Bogenberg: Wallfahrt zu einer schwangeren Muttergottes und Ausflugsziel

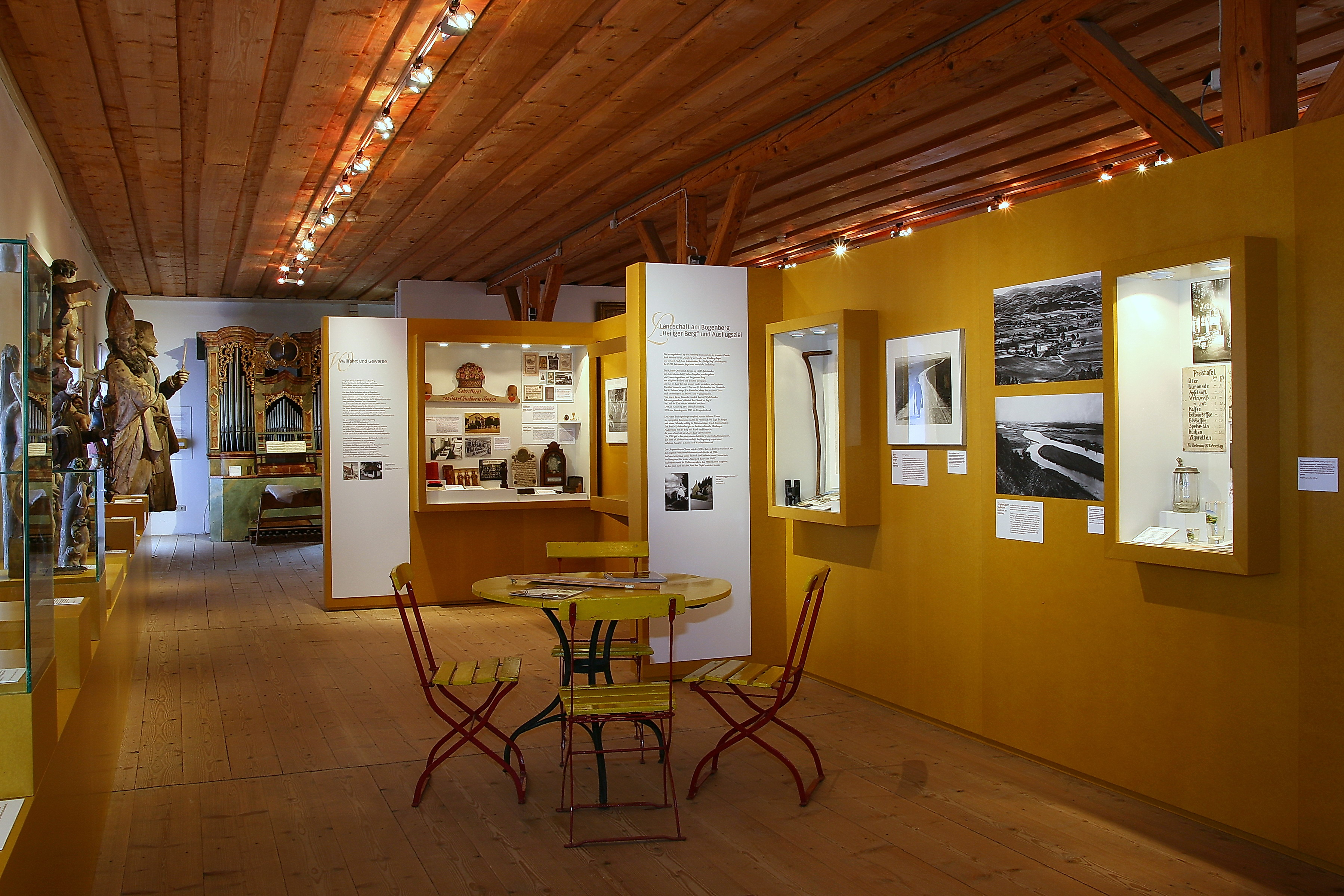
Dauerausstellung im OG

Im Obergeschoss des Museums geht es um die Marienwallfahrt Bogenberg und um ihre über 900-jährige Geschichte vom Mittelalter bis heute. Exemplarisch vorgestellt wird die Pfingst-Wallfahrt der Holzkirchener mit ihrer übergroßen Votivgabe, der „langen Stang“, das besondere Gnadenbild einer schwangeren Muttergottes mit sichtbarem Jesuskind (Maria Gravida) in wertvollen Exponaten (z. B. Gemälde 18. Jahrhundert, Elfenbeinmadonna etc.), der Bogenberg als „Heiliger Berg von Niederbayern“. Auch dessen touristische Entdeckung, Wandern, Gastronomiegeschichte, das Thema Wallfahrt und Gewerbe sind zu sehen. Den Rahmen der Schau bilden sakrale Objekte zur Volksfrömmigkeit.

### Sonderausstellungen
Aus dem Sammlungsbestand des über hundertjährigen Museums und mit Leihgaben werden regelmäßig wechselnde Sonderausstellungen gestaltet. Aspekte der Kunst und Kulturgeschichte des Landkreises Straubing-Bogen stehen dabei im Mittelpunkt. (Themen z. B. Fotografie, Wohnen, Blechspielzeug, Wallfahrt, Krippen etc.) Begleitend zu den Ausstellungen finden museumspädagogische Aktionen statt.
Die Sonderausstellung vom 21. Mai bis 29. Oktober 2017 trug den Titel: „VOM REIZ DER ALTEN DINGE – Museumsobjekte NEU GESEHEN“.